# Џером (Ајдахо)
Џером (енгл. Jerome) град је у америчкој савезној држави Ајдахо.

## Демографија
По попису из 2010. године број становника је 10.890, што је 3.11 (40,0%) становника више него 2000. године.
| Група             | 2000.         | 2010.         |
| Белци             | 6.277 (80,7%) | 6.846 (62,9%) |
| Афроамериканци    | 14 (0,2%)     | 48 (0,4%)     |
| Азијати           | 18 (0,2%)     | 43 (0,4%)     |
| Хиспаноамериканци | 1.316 (16,9%) | 3.739 (34,3%) |
| Укупно            | 7.780         | 10.890        |